# 24-Stunden-Rennen auf dem Nürburgring 2014
Das 24-Stunden-Rennen auf dem Nürburgring 2014 war die 42. Auflage des 24-Stunden-Rennens auf dem Nürburgring. Es fand vom 21. bis zum 22. Juni statt.

## Ergebnis
| Platz                                                                | Nr. | Klasse | Team                                     | Fahrer                                                                  | Fahrzeug                  | Runden |
| -------------------------------------------------------------------- | --- | ------ | ---------------------------------------- | ----------------------------------------------------------------------- | ------------------------- | ------ |
| 1                                                                    | 04  | SP 9   | Phoenix Racing                           | Christopher Haase/Christian Mamerow/René Rast/Markus Winkelhock         | Audi R8 LMS ultra         | 159    |
| 2                                                                    | 01  | SP 9   | Black Falcon Team Reissdorf Alkoholfrei  | Lance David Arnold/Jeroen Bleekemolen/Andreas Simonsen/Christian Menzel | Mercedes-Benz SLS AMG GT3 | 159    |
| 3                                                                    | 022 | SP 9   | Rowe Racing                              | Nico Bastian/Michael Zehe 1/Christian Hohenadel/Maro Engel              | Mercedes-Benz SLS AMG GT3 | 157    |
| 4                                                                    | 044 | SP 9   | Falken Motorsports                       | Wolf Henzler/Peter Dumbreck/Martin Ragginger/Alexandre Imperatori       | Porsche 997 GT3 R         | 157    |
| 5                                                                    | 07  | SP 9   | Aston Martin Racing                      | Darren Turner/Stefan Mücke/Pedro Lamy                                   | Aston Martin Vantage GT3  | 157    |
| 6                                                                    | 020 | SP 9   | BMW Sports Trophy Team Schubert          | Dominik Baumann/Claudia Hürtgen/Jens Klingmann/Martin Tomczyk           | BMW Z4 GT3                | 157    |
| 7                                                                    | 015 | SP 9   | HTP Motorsport GmbH                      | Harold Primat/Maximilian Götz/Kenneth Heyer/Roland Rehfeld              | Mercedes-Benz SLS AMG GT3 | 156    |
| 8                                                                    | 028 | SP 9   | Walkenhorst Motorsport powered by Dunlop | Ferdinand Stuck/Maximilian Sandritter/Christopher Brück/Dennis Rostek   | BMW Z4 GT3                | 154    |
| 9                                                                    | 502 | SP 9   | Audi race experience                     | Felix Baumgartner/Marco Werner/Frank Biela/Pierre Kaffer                | Audi R8 LMS ultra         | 153    |
| 10                                                                   | 016 | SP 9   |                                          | Dennis Busch/Marc Busch/Manuel Lauck/Stefan Landmann                    | Audi R8 LMS ultra         | 152    |
| 1 Disqualifiziert nach positivem Dopingtest auf Hydrochlorothiazide. |     |        |                                          |                                                                         |                           |        |